# Гатри-Сентер
Гатри-Сентер (англ. Guthrie Center) — город в США, штате Айова. Административный центр округа Гатри.
Численность населения по состоянию на 2010 год составляла 1569 человек. Средний возраст жителей — 43 лет. На каждые 100 женщин приходилось около 82 мужчин.
Национальный состав был следующим: 96,0%  белых, 0,1 % афроамериканцев, 0,4 % представителей коренных народов, 0,2 % азиатов, 2,7 % латиноамериканцев и представителей двух или более рас.
Средний доход на семью составляет $42308. Доход на душу населения в городе составил $16662.

## Известные уроженцы
- Джек Лауфери (англ. Jack Laughery) (1935-2006), американский инвестор и консультант ресторанного бизнеса, бывший CEO и председатель сети ресторанов Hardee’s.